# Vzpomínky na Bukowského
Vzpomínky na Bukowského (anglicky Spinning Off Bukowski) je kniha vzpomínek o 40 kapitolách amerického básníka Steve Richmonda na Charlese Bukowského, svéhlavého nezmara americké literatury.
Kniha vyšla v roce 1996 v nakladatelství Sun Dog Press.
Česky knihu vydalo nakladatelství Pragma v roce 1998. 
Steve Richmond, dlouholetý přítel, hospodský kumpán a oddaný žák Charlese Bukowského, rok po jeho smrti napsal knihu vzpomínek, v níž uvádí různé společné setkání a rozhovory.
Pokouší se je však psát stylem svého učitele, což vyznívá v některých momentech křečovitě - téměř jakoby se mu pokoušel vyrovnat a také často odkazuje na svou vlastní tvorbu.